# Cieutat
Cieutat in francese e Ciutat in occitano, è un comune francese di 601 abitanti, situato nel dipartimento degli Alti Pirenei, nella regione dell'Occitania, o anticamente nella regione storica della Bigorra.

## Toponimo
Il suo nome storico deriva dalla parola latina di Civitas, che sta sia per città, anche in spagnolo Ciudad, sia per civiltà o civilizzazione, sia infine per cittadinanza, e nell'Alto Medioevo fu la capitale della provincia già romana della Bigorra.

## Idrografia
Il territorio comunale è bagnato dal torrente Arrêt ed il rio Arrouy, tutt'e due affluenti del fiume Arros.
L'Arrêt è un ruscello lungo poco più di 15 chilometri, che ha la sua sorgente nel comune di Mérilheu, ad un'altitudine di 580 metri, ed attraversa il dipartimento degli Alti Pirenei, scorrendo da sud ovest verso nord est, ed è un affluente di sinistra dell'Arros, in cui si getta in località di Pédarrè a Tournay, ad un'altitudine di 248 metri, appartenente perciò al bacino idrografico dell'Adour.

## Società

### Evoluzione demografica
Abitanti censiti